# Hemma med Ernst
Hemma med Ernst är en svensk tv-programserie som har premiär på TV4 och TV4 Play den 26 september 2023. Till skillnad från förra programserien Sommar med Ernst blir det inte fråga om några större byggprojekt, utan i stället ger inredaren och programledaren Ernst Kirchsteiger tips på vad man kan göra med enkla medel både i hemmet och i trädgården. Ernst kommer även bjuda på lite matlagning.